# ボー・スヴェンソン
ボー・スヴェンソン（Bo Svenson 本名：Boris Lee Holder Svenson、1941年2月13日 - ）は、スウェーデン・ヨーテボリ出身のアメリカ合衆国の俳優。時には製作、監督、脚本も手掛けることもある。活字ではボー・スベンソン、ボー・スヴェンスンと記載されることもある。また、かつて東芝映像から発売されていた『アフガン・フォース/戦場の黙示録』（1990年）のVHSソフトのジャケットに記されていたボー・スペンソンは誤植である。

## 来歴
父親はスウェーデン王室専属の運転手兼警護官、母親はロシア系。17歳の時、一家でアメリカへ移住。高校卒業後、海兵隊に入隊（1965年まで所属）、除隊後、UCLAに入学。
身長193センチ（インターネット・ムービー・データベースでは197センチ）の大柄な体格と柔道黒帯の腕前、元海兵隊員という経歴から、主にB級アクション映画を中心に主人公から悪役まで演じる。また、イタリア映画や東南アジア映画等の外国映画にも進出し、日本映画『復活の日』（1980年）、『ユキエ』（1997年）や、フジテレビのテレビドラマ『人間の証明』（2004年版）にも出演した。1980年代から1990年頃にはドナルド・プレザンス、ジョン・フィリップ・ロー、ジョージ・ケネディー等と並んで世界でも多忙な俳優の一人だった。
イタリア映画界での活動
1965年のデビューからテレビ界を中心に活動して来たが、1975年に『華麗なるヒコーキ野郎』でロバート・レッドフォードの好敵手役に抜擢される。以降はタフガイ俳優として認知される様になったが、キャリアは停滞気味だった。
イタリア映画にはエンツォ・G・カステッラーリ監督の戦争映画『地獄のバスターズ』（1977年/未/ビデオ/テレビ放映）の主役に抜擢されたのが最初の出演である。キャリアの低迷期にあったフレッド・ウィリアムスンと当時無名のピーター・フーテンが共演だった。因みに、ウィリアムスンとは後に複数本の作品で共演している。
1980年代に入ると現代マカロニ・ウエスタン『サンダー（テレビ放映題名/怒りのサンダー）』（1983年/未/ビデオ/テレビ放映）や『ダーティ・マグナム87』（1984年/未/ビデオ/テレビ放映）、『激突！空中アトミック戦略/ヒーロー・ボンバー（空中激突！ヒーロー・ボンバー/危機一髪）』（1986年/未/ビデオ/テレビ放映）等の米国ロケのイタリア映画に主演する様になった。
以降は外国で撮影された『デルタフォース・コマンド』（1987年）や『アフガン・フォース/戦場の黙示録』（1990年）等に敵役やゲスト出演的な役割で登場し、1990年代までイタリアの疑似米国映画へ出演し続け、世界各国のロケ地を旅した。この一方、米国映画にも時折出演しており、『デルタ・フォース』（1985年）にもスター待遇に列せられ、クリント・イーストウッド監督・主演の『ハートブレイク・リッジ/勝利の戦場』（1986年）にも脇役ながらも起用された。
アジア映画への出演
出演活動が多忙な1987年にはフィリピンで『地獄のフォーカス』（未/ビデオ）に主演した。香港系のシルヴァー・スター・フィルム社制作の戦争アクション物で、｢フィリピン・アクション・ギャング｣と呼ばれるキャストとスタッフが独占する布陣だった。また、同地で次いでに出演したのがブルーノ・マッテイ監督のイタリア映画『ダブル・ターゲット』（1987年/未/ビデオ）で、マイルズ・オキーフと対決する敵役のソ連軍将校役だった。
同年には台湾ロケの米国映画『ホワイト・ファントム/霊幻戦士』（未/ビデオ）というニンジャ物にもゲスト的に出演した。本作はチャック・コナーズが出演した『桜NINJA』（1986年/未/ビデオ）のスタッフに拠るものだった。
ジャッキー・チェン監督・主演の香港映画『サンダーアーム/龍兄虎弟』（1986年）にもカメオ出演していた。ロケは旧ユーゴ・スラビアのクロアチアで行われたために厳密にはアジア映画ではない。香港のゴールデン・ハーヴェスト社の合作相手は旧西ドイツの1960年代の西部劇『ウィネットー』シリーズで知られる現地のジャドラン・フィルムだった。

## 主な出演作品
| 公開年 | 邦題 原題                                                                | 役名                               | 備考                     |
| ------ | ------------------------------------------------------------------------ | ---------------------------------- | ------------------------ |
| 1973   | ビッグ・モー Maurie                                                      | ジャック                           |                          |
| 1975   | 華麗なるヒコーキ野郎 The Great Waldo Pepper                              | アクセル・オルソン                 |                          |
| 1975   | ウォーキング・トール2/新・怒りの街 Walking Tall Part II                  | ビュフォード・パッサー             |                          |
| 1976   | ブレーキング・ポイント Breaking Point                                    | マイケル・マクベイン               |                          |
| 1976   | スペシャル・デリバリー Special Delivery                                  | ジャック・マードック               |                          |
| 1977   | ウォーキング・トール3/続・怒りの街 Final Chapter: Walking Tall           | ビュフォード・パッサー             |                          |
| 1978   | 地獄のバスターズ Quel Maledetto Treno Blindato                           | ロバート・イエーガー               | イタリア映画             |
| 1979   | アマゾンズ黄金伝説 Gold of Amazon Women                                  | トム                               | テレビ映画               |
| 1979   | ヒットマン Portrait of Hitman                                            | ボブ・マイケルズ                   |                          |
| 1979   | ノース・ダラス40 North Dallas Forty                                      | ジョー・ボブ                       |                          |
| 1980   | 復活の日 Virus                                                           | 南極アメリカ隊カーター少佐         | 日本映画                 |
| 1983   | サンダー Thunder                                                         | ビル・クック保安官                 | イタリア映画             |
| 1984   | ダーティ・マグナム'87/デッドリー・インパクト Impatto mortale             | ジョージ・ライアン                 |                          |
| 1984   | マンハンター/暴虐の銃弾 Cane arrabbiato                                  | 保安官                             |                          |
| 1985   | ウィザード/失われた王国 Wizards of the Lost Kingdom                      | コー                               |                          |
| 1986   | デルタ・フォース The Delta Force                                         | キャンベル機長                     |                          |
| 1986   | ハートブレイク・リッジ 勝利の戦場 Heartbreak Ridge                       | ロイ・ジェニングス                 |                          |
| 1986   | サンダーアーム/龍兄虎弟 Amour of God                                     | 僧                                 | 香港映画、クレジットなし |
| 1987   | 地獄のフォーカス Movie in Action                                         | ディレクター                       |                          |
| 1987   | 殺人軍団ダーティ・ミッション/特攻大作戦3 Dirty Dozen: The Deadly Mission | モーリス                           | テレビ映画               |
| 1987   | 怒りのサンダー/逆襲のバーニング・ファイア Thunder II                     | ロジャース保安官                   |                          |
| 1987   | ダブル・ターゲット Double Target                                         | Colonel Galckin                    |                          |
| 1987   | ホワイト・ファントム/霊幻戦士 White Phantom                              | 大佐                               |                          |
| 1987   | 地獄のミッション La sporca insegna del coraggio                          | スティーヴン・エリオット・ローガン |                          |
| 1988   | エイリアン・スペース Deep Space                                          | ロバートソン                       |                          |
| 1988   | ザンゴリラ Rage, furia primitiva                                         | エスリッジ                         |                          |
| 1989   | ブラッド・バイター Curse II: The Bite                                    | 保安官                             |                          |
| 1989   | ザ・トレイン Beyond the Door III                                         | アンドロモレク教授                 |                          |
| 1990   | パノラマン/時空少年旅行 Andy Colby's Incredible Adventure                | コー                               |                          |
| 1990   | アフガン・フォース/戦場の黙示録 Soldier of Fortune                       | ダック                             |                          |
| 1990   | ダイナマイト刑事(デカ) The Kill Reflex                                   | イヴァン・モス                     |                          |
| 1991   | バトル・ゾーン/ナチス壊滅作戦 Tides of War                               | 大佐                               |                          |
| 1992   | スリーデイ トゥ キル/任務遂行せよ Three Days to a Kill                   | リック                             |                          |
| 1995   | コレクション 虜(とら)われのイヴ Private Obsession                        | サム・ウエストン                   |                          |
| 1997   | スピード2 Speed 2 : Cruise Control                                       | ボラード船長                       |                          |
| 1997   | ユキエ Yukie                                                             | リチャード                         | 日本映画                 |
| 2000   | クラッカー・ジャック2 Crackerjack 3                                      | ジャック・ソーン                   |                          |
| 2004   | キル・ビル Vol.2 Kill Bill: Vol. 2                                       | ハーモニー神父                     |                          |
| 2004   | あなたに会いたくて I'll Be Seeing You                                    | フィリップ・カーター               | テレビ映画               |
| 2004   | 人間の証明                                                               | ケン・シュフタン                   | フジテレビのテレビドラマ |
| 2006   | ジェフリー・ダーマー・ライジング Raising Jeffrey Dahmer                  | ジョン・エイモス刑事               | 共同製作・出演           |
| 2009   | イングロリアス・バスターズ Inglorious Bastards                           | アメリカ軍大佐                     |                          |
| 2010   | ドルフ・ラングレン ザ・リベンジャー Icarus                               | ヴァディム                         |                          |
| 2010   | シンドバッド 7つの冒険と海神ポセイドン The 7 Adventures of Sinbad        | サイモン・マグナソン               | ビデオ映画               |